# 博野县各级文物保护单位列表
以下为河北省保定市博野县各级文物保护单位列表。

## 全国重点文物保护单位
| 解村兴国寺塔 | 6-316 | 古建筑 | 博野县 | 唐 |  |

## 河北省文物保护单位
| 王子坟                  |  | 古墓葬 |    |        |  |
| 第三批（1993年7月15日） |  |        |    |        |  |
| 颜习斋祠堂              |  | 古建筑 | 清 | 北杨村 |  |